# WordArt

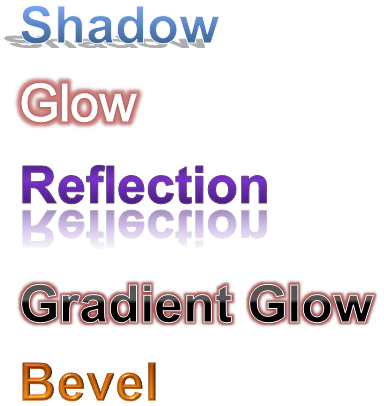
Los efectos de formato como se ve en Office 2010 y 2007

WordArt es una función que está disponible en Word y otros productos de Microsoft Office desde 1995 como los otros programas.

## Funciones
Permite crear textos estilizados con varios efectos especiales, tales como texturas, contornos y otras manipulaciones que no están disponibles a través del formato de fuente o del gráfico SmartArt. Por ejemplo, se pueden crear sombras, rotar, doblar, cambiar el ancho, el color y estirar la forma del texto. Está disponible en 30 estilos diferentes, predefinidos en Microsoft Word. Sin embargo, es completamente personalizable utilizando las herramientas disponibles en la barra de herramientas WordArt, la barra de herramientas Dibujo, o en la pestaña de herramientas WordArt en Office 2007, 2010, 2013 y 2016.
También está disponible en Microsoft Excel, Microsoft PowerPoint y Microsoft Publisher. En Microsoft Office 2010, 2013 y 2016 los usuarios pueden aplicar efectos de formato tales como sombra, bisel, iluminado, iluminado degradado, y la reflexión a su texto. En Office 2007 se le dio una revisión completa en Microsoft Excel y Microsoft PowerPoint, con nuevos estilos, nuevos efectos y la capacidad de aplicar WordArt a las cajas de texto normal. Los nuevos estilos se han incluido en Microsoft Word 2010. Además de esto, Office 2010 incluye el nuevo PowerPoint y Excel estilos en Microsoft Word, para sustituir a las viejas versiones. 
Capacidades similares existen en otros programas como Apple iWork, StarOffice, Apache OpenOffice y LibreOffice tienen una función equivalente en las versiones más recientes, y en GIMP el Script-Fu es algo similar (aunque a menudo se utilizan para diferentes propósitos). WordArt también existe como una opción de dibujo en Google Docs